# Districte de Ballia
El districte de Ballia és una divisió administrativa de l'estat d'Uttar Pradesh a la divisió d'Azamgarh. La capital és Ballia. Està dividit en sis tehsils o talukes: Rasra, Bansdih, Ballia, Bairia o Bairiya, Sikanderpur i Belthra o Belthara (abans quatre: Ballia, Rasra, Bairiya i Belthara). La superfície és de 3.168 km². La població el 1991 era de 2.262.273 habitants.

## Geografia
Els rius principals són el Ghaghra (i els seus tributaris al districte: el Ahar o Haha, el Bahera i el Tengraha), el Ganges i el Saryu (principal afluent del Ganges); altres rius són el Suraha Tal, el Mangai i el Budhi (afluents del Sarya). Llac destacat és el Surha Tal de 25 km de circumferència; altres són el Mundiari Dah, el Reoti Dah, el de Sikandarpur, el Taliji Tal i el Goka Tal.

## Formació del districte
El 1775 Asaf-ud-Daula, nawab visir d'Oudh va cedir la província de Benarés a la Companyia Britànica de les Índies Orientals; en aquesta cessió estava inclòs el zamindari de Ballia que va conservar el domini fins al 1794 quan Raja Mahip Narayan Singh el va entregar al governador general per un acord signat el 27 d'octubre de 1794.
El 1818 la pargana de Doaba (del districte de Shahabad a Bengala, avui Bihar) fou transferida a la subdivisió de Ghazipur, la qual poc després es va separar de Benarés i va formar districte separat que incloïa Ballia. El 1832 i 1837 parts dels districte foren transferits al districte d'Azamgarh; el tahsil de Ballia va quedar format per les parganes de Ballia, Doaba i Kharid dins el districte de Ghazipur.
El tahsil va formar un nou districte separat l'1 de novembre de 1879, incloent a més a més les parganes de Lakhnesar i Kopachit del tahsil de Rasra i les de Bhadaon i Sikandarpur del tahsil de Nagra del districte d'Azamgarh; aquestes parganes van formar un nou tahsil amb seu a Rasra. El 10 d'abril de 1882 un altre tahsil, el tercer, de nom Bansdih, es va formar amb la pargana Kharid i 225 pobles de Sikandarpur (formant la pargana Sikandarpur East); al mateix temps 212 pobles de Kopachit foren transferits a Ballia per formar la pargana de Kopachit East. L'1 d'abril de 1883 va adquirir més territoris amb Tappa Dhaka de la pargana Zahurabad i Sikandarpur West i un any després el 18 de novembre de 1884, tretze pobles de Lakhnesar de la riba dreta del Saryu foren retornats al districte de Ghazipur; el darrer canvi important es va produir el 9 de març de 1892 quan 168 pobles de la pargana Garrha junt amb Saraikota de Muhammadabad, foren incorporats al tahsil i districte de Ballia, cesssió complementada el juliol amb una extensió de límits de Garha que va incloure Narainpur i dos pobles petits. Després hi va haver canvis menors (1896, 1931, 1951 i 1970).
La superfície el 1901 era de 3224 km² i la població estava repartida en els tres tahsils de Ballia, Rasra, i Bansdih) i en 13 viles i 1784 pobles. Les dades de població antigues foren:
- 1872, 726.791
- 1881, 975.673
- 1891, 995.532
- 1901, 987.768

Les principals ciutats aleshores eren Ballia, Bansdih, Reoti, Maniyar, Turtipar, Rasra, Sahatwar, Bairia, Sikandarpur i Baragaon. El tahsil de Ballia el 1881 tenia 345.373 habitants i 963 km²; el 1901 el tahsil (parganes de Ballia, Doaba, Kopachit East i Garha) tenia 1142 km² i una població de 405.623 habitants (el 1891 era superior: 406.151) repartits en 572 pobles sent les principals viles
Nallia, Chit Firozpur o Baragaon, Bairia, Bhalsand i Narhi.

## Història
Va pertànyer al regne de Magadha. Va estar habitat pels bhars i cherus; després de la conquesta musulmana fou part del sultanat de Jaunpur. Sota Akbar el Gran fou part de la suba d'Allahabad i després de la suba de Bihar. Al segle xviii va passar als rages de Benarés. La pargana Doaba fou cedida als britànics el 1765 i unida al Bihar (Bengala); la resta del districte fou cedida el 1774; el 1794 el raja local va cedir els seus drets. Fou part dels districtes de Benarés i després de Ghazipur i d'Azamgarh (excepte la pargana Doaba que fou part del districte de Sahahabd fins al 1818) fins que es va constituir en districte separat l'1 de novembre de 1879. El 1893 els habitants van participar en els disturbis antimusulmans.